# Дорлан Пабон
Дорлан Пабон (ісп. Dorlan Pabón, нар. 24 січня 1988, Медельїн) — колумбійський футболіст, нападник іспанської «Валенсії» та національної збірної Колумбії.

## Клубна кар'єра
Народився 24 січня 1988 року в місті Медельїн. Вихованець футбольної школи клубу «Бахо Каука».
У дорослому футболі дебютував 2008 року виступами за «Енвігадо». 2008 року він став найкращим бомбардиром Кубка Колумбії разом з Вілсоном Мена. 2010 року футболіст перейшов до складу одного з грандів місцевого футболу — «Атлетіко Насьйональ». Там він швидко став гравцем основного складу. Уболівальникам Пабон запам'ятався тим, що 17 лютого 2012 року забив два голи в матчі групового етапу Кубка Лібертадорес проти уругвайської команди «Пеньяроль», один з яких — зі штрафного удару з 40 ярдів. У результаті його клуб здобув перемогу з рахунком 4:0. Пабон закінчив Кубок Лібертадорес з 7 голами, (що лише на один гол менше за найкращих бомбардирів турніру Неймара та Матіаса Алустіси, при тому що його команда вилетіла ще на стадії 1/8 фіналу) і один раз був названий гравцем тижня на турнірі.
2011 року Пабон у складі «Атлетіко Насьональ» виграв Апертуру. У фіналі того турніру його команда зустрілася з «Ла Екідад». Перший матч «Атлетіко» програв з рахунком 1:2. У другій зустрічі Пабон оформив дубль, а в серії післяматчевих пенальті успішно реалізував свою спробу. Тим самим, він допоміг виграти «Атлетіко» свій 11-й національний титул. Своєю грою Пабон незабаром привернув інтерес багатьох європейських клубів, в тому числі: «Парми», «Удінезе», «Галатасарая», «Тоттенгем Готспура» і «Рубіна».
27 червня 2012 року Дорлан Пабон підписав 5-річний контракт з «Пармою», у складі якої провів лише наступні півроку своєї кар'єри гравця.
Під час січневого трансферного вікна 2013 року, мексиканський «Монтеррей» оголосив, що Пабон перейде до їхнього клубу наступного літа. Незабаром було оголошено, що Пабон відданий в оренду в іспанський «Реал Бетіс» до кінця сезону. А так як ФІФА не дозволяє гравцеві бути зареєстрованим у трьох командах протягом одного сезону, він був офіційно заявлений як оренда з «Парми». Якби ж він був заявлений з «Монтеррея», він би не мав права грати за «Реал Бетіс». 
Влітку Пабон нарешті став гравцем «Монтеррея», але вже 16 серпня 2013 року, було оголошено, що Пабон повернеться в Ла Лігу, провівши в Монтерреї лише кілька місяців. Будучи враженою його вдалою грою за «Реал Бетіс», «Валенсія» погодилася заплатити за колумбійця 7,5 млн. €. 1 вересня 2013 року, він дебютував у своїй новій команді у грі проти «Барселони», а 19 жовтня забив свій перший гол за «кажанів» у грі проти «Реал Сосьєдада». Наразі встиг відіграти за валенсійський клуб 12 матчів в національному чемпіонаті.

## Виступи за збірну
2009 року Пабон дебютував в збірній Колумбії в матчі проти Чилі, який проводився в рамках кваліфікації до Чемпіонату світу з футболу 2010. Його перший гол за збірну був забитий у відбірковій грі Чемпіонату світу з футболу 2014 проти Болівії в Ла-Пасі, Колумбія виграла матч 2:1. Його другий гол за національну команду був забитий у ворота Аргентини в Барранкільї. Колумбія програла той матч 1:2.
Наразі провів у формі головної команди країни 15 матчів, забивши 3 голи.

## Статистика виступів

### Статистика клубних виступів
| Сезон                           | Команда                         | Чемпіонат                       | Чемпіонат | Чемпіонат | Національний кубок | Національний кубок | Національний кубок | Континентальні кубки | Континентальні кубки | Континентальні кубки | Інші змагання | Інші змагання | Інші змагання | Усього | Усього |
| Сезон                           | Команда                         | Ліга                            | Ігор      | Голів     | Ліга               | Ігор               | Голів              | Ліга                 | Ігор                 | Голів                | Ліга          | Ігор          | Голів         | Ігор   | Голів  |
| ------------------------------- | ------------------------------- | ------------------------------- | --------- | --------- | ------------------ | ------------------ | ------------------ | -------------------- | -------------------- | -------------------- | ------------- | ------------- | ------------- | ------ | ------ |
| 2008                            | «Енвігадо»                      | ПД                              | 19        | 1         | —                  | —                  | —                  | —                    | —                    | —                    | —             | —             | —             | 19     | 1      |
| 2009                            | «Енвігадо»                      | ПД                              | 36        | 9         | —                  | —                  | —                  | —                    | —                    | —                    | —             | —             | —             | 36     | 9      |
| 2010                            | «Енвігадо»                      | ПД                              | 15        | 6         | —                  | —                  | —                  | —                    | —                    | —                    | —             | —             | —             | 15     | 6      |
| Усього за «Енвігадо»            | Усього за «Енвігадо»            | Усього за «Енвігадо»            | 70        | 16        |                    | —                  | —                  |                      | —                    | —                    |               |               |               | 70     | 16     |
| 2010                            | «Атлетіко Насьйональ»           | ПД                              | 21        | 7         | —                  | —                  | —                  | —                    | —                    | —                    | —             | —             | —             | 21     | 7      |
| 2011                            | «Атлетіко Насьйональ»           | ПД                              | 40        | 17        | КК                 | 10                 | 5                  | —                    | —                    | —                    | —             | —             | —             | 50     | 22     |
| 2012                            | «Атлетіко Насьйональ»           | ПД                              | 11        | 8         | —                  | —                  | —                  | КЛ                   | 8                    | 7                    | —             | —             | —             | 19     | 15     |
| Усього за «Атлетіко Насьйональ» | Усього за «Атлетіко Насьйональ» | Усього за «Атлетіко Насьйональ» | 72        | 32        |                    | 10                 | 5                  |                      | 8                    | 7                    |               |               |               | 90     | 44     |
| 2012-13                         | «Парма»                         | A                               | 12        | 0         | КІ                 | 1                  | 1                  | —                    | -                    | —                    | —             | —             | —             | 13     | 1      |
| 2012-13                         | «Реал Бетіс»                    | ПД                              | 16        | 8         | —                  | —                  | —                  | —                    | —                    | —                    | —             | —             | —             | 16     | 8      |
| Усього за кар'єру               | Усього за кар'єру               | Усього за кар'єру               | 170       | 56        |                    | 11                 | 6                  |                      | 8                    | 7                    |               | 0             | 0             | 189    | 69     |

### Статистика виступів за збірну
| Дата       | Місто         | Господарі | Результат | Гості     | Турнір            | Голи | Примітки |
| ---------- | ------------- | --------- | --------- | --------- | ----------------- | ---- | -------- |
| 9-9-2009   | Монтевідео    | Уругвай   | 3 – 1     | Колумбія  | Відбір до ЧС 2010 | -    | 82'      |
| 11-10-2009 | Богота        | Колумбія  | 2 – 4     | Чилі      | Відбір до ЧС 2010 | -    | 62'      |
| 27-5-2010  | Йоганнесбург  | ПАР       | 2 – 1     | Колумбія  | товариський матч  | -    | 84'      |
| 30-5-2010  | Мілтон-Кінз   | Нігерія   | 1 – 1     | Колумбія  | товариський матч  | -    | 83'      |
| 12-8-2010  | Ла-Пас        | Болівія   | 1 – 1     | Колумбія  | товариський матч  | -    | 62'      |
| 18-11-2010 | Богота        | Колумбія  | 1 – 1     | Перу      | товариський матч  | -    | 66'      |
| 11-10-2011 | Ла-Пас        | Болівія   | 1 – 2     | Колумбія  | Відбір до ЧС 2014 | 1    | 62'      |
| 12-11-2011 | Барранкілья   | Колумбія  | 1 – 1     | Венесуела | Відбір до ЧС 2014 | -    | 77'      |
| 15-11-2011 | Барранкілья   | Колумбія  | 1 – 2     | Аргентина | Відбір до ЧС 2014 | 1    | 62'      |
| 1-3-2012   | Маямі-Ґарденс | Мексика   | 0 – 2     | Колумбія  | товариський матч  | -    |          |
| 4-6-2012   | Ліма          | Перу      | 0 – 1     | Колумбія  | Відбір до ЧС 2014 | -    |          |
| 10-6-2012  | Кіто          | Еквадор   | 1 – 0     | Колумбія  | Відбір до ЧС 2014 | -    |          |
| 17-6-2012  | Барранкілья   | Колумбія  | 3 – 0     | Камбоджа  | товариський матч  | 1    | 46'      |
| Усього     |               | Матчів    | 13        |           | Голів             | 3    |          |

## Досягнення
- Чемпіон Колумбії (2): 2011 А, 2022 А
- Чемпіон Мексики (1): 2019/20
- Володар Кубка Мексики (2): 2017/18 А, 2019/20
- Володар Кубка Колумбії (2): 2021, 2023
- Володар Суперліги Колумбії (1): 2023
- Переможець Ліги чемпіонів КОНКАКАФ (2): 2019, 2021